# Apache Blood
Pour les articles homonymes, voir Apache.
Pour plus de détails, voir Fiche technique et Distribution.
Apache Blood est un western américain réalisé par Vern Piehl sorti en 1975.

## Synopsis
Après une sanglante répression de la révolte de bandes apaches par la cavalerie, traînent encore ici ou là des irréductibles très violents. Yellow Shirt est l'un d'eux, qui se trouve ici opposé à une patrouille et son guide.

## Fiche technique
- Titre : Apache Blood
- Titres alternatifs : 
  - A Man Called She
  - Pursuit
- Réalisation : Vern Piehl
- Scénario : Dewitt Lee, Jack Lee
- Production : Vern Piehl
- Société de production : Key International Pictures
- Musique originale : Ed Norton
- Photographie : Vern Piehl (sous le pseudonyme de Vincent Powers)
- Montage : Ronald L. Walker (sous le pseudonyme de Bill Irwin)
- Durée : 86 minutes (1 h 26)
- Pays :  États-Unis
- Langue : anglais
- Couleurs
- Son : Mono
- Censure : USA : R

### Commentaire
Pour l'époque, ce film utilise abondamment les effets de montage : les images parlent par juxtaposition. Le retour final sur des séquences précédentes est très expressif.

## Distribution
- Ray Danton : Yellow Shirt
- Dewitt Lee : Sam Glass, guide
- Troy Nabors : caporal Lem Hawkins
- Diane Taylor : femme de Yellow Shirt
- Eva Kovacs : Martha Glass
- Dave Robart : soldat
- William Chatwick : soldat
- Jack Lee : soldat au fort